# MM1
 (mai 2011).
Le MM1 est l'appellation qui a été donnée à un candidat médicament curatif contre le virus du SIDA au mois de novembre 1987.

## Historique
Soutenue directement par le Président de la République du Zaïre (RD Congo aujourd'hui) et les cadres-dirigeants du Mouvement populaire de la Révolution (Parti-Etat et parti unique à l'époque du Zaïre), la conférence de presse organisée, en novembre 1987, pour présenter ce produit avait été précédée d'un communiqué officiel laconique, faisant référence à une annonce qui aurait un impact à la fois pour le Zaïre, le continent africain mais également pour le reste du monde. Devant les caméras de télévision et des représentants de certains corps diplomatiques, réunis au Centre de Conférence International de Kinshasa, deux chercheurs, les professeurs Lurhuma (Université de Kinshasa) et Ahmed Shafik,(Université du Caire) annoncèrent avoir découvert un traitement pour lutter contre la pandémie du VIH.